# 陈丽芬
陈丽芬（1959年—），江苏江阴人，汉族，中华人民共和国政治人物、全国人民代表大会江苏地区代表。
毕业于江苏省委党校经济管理专业，加入中国共产党。担任江苏阳光董事长、总经理。2008年起担任全国人大代表。2013年，被选为全国人大代表。2018年2月24日，当选为第十三届全国人大代表。